# 1061 Paeonia
Paeonia (asteroide 1061) é um asteroide da cintura principal, a 2,4847562 UA. Possui uma excentricidade de 0,2082506 e um período orbital de 2 030,67 dias (5,56 anos).
Paeonia tem uma velocidade orbital média de 16,81298084 km/s e uma inclinação de 2,49726º.
Esse asteroide foi descoberto em 10 de Outubro de 1925 por Karl Reinmuth.